# 日米野球1956
1956日米野球は、「日米野球」の1956年大会である。

## 試合結果
| 試合   | 日程     | 先攻                     | スコア | 後攻                   | 試合開始 | 試合時間 | 観客動員 | 試合詳細 | 試合会場                 |
| ------ | -------- | ------------------------ | ------ | ---------------------- | -------- | -------- | -------- | -------- | ------------------------ |
| GAME1  | 10月19日 | ブルックリン・ドジャース | 4 - 5  | 読売ジャイアンツ       |          |          | 25,000人 |          | 後楽園球場               |
| GAME2  | 10月20日 | ブルックリン・ドジャース | 7 - 1  | 全セントラル・リーグ   |          |          | 35,000人 |          | 後楽園球場               |
| GAME3  | 10月21日 | ブルックリン・ドジャース | 1 - 6  | 全日本                 |          |          | 45,000人 |          | 後楽園球場               |
| GAME4  | 10月23日 | ブルックリン・ドジャース | 1 - 0  | 読売ジャイアンツ       |          |          | 35,000人 |          | 札幌市円山球場           |
| GAME5  | 10月24日 | ブルックリン・ドジャース | 8 - 0  | 全関東                 |          |          | 28,000人 |          | 宮城球場                 |
| GAME6  | 10月26日 | ブルックリン・ドジャース | 3 - 3  | 全関東                 |          |          | 22,000人 |          | 茨城県営堀原公園野球場   |
| GAME7  | 10月27日 | ブルックリン・ドジャース | 12 - 1 | 全関東                 |          |          | 17,000人 |          | 山梨県営甲府球場         |
| GAME8  | 10月28日 | ブルックリン・ドジャース | 6 - 3  | 全日本                 |          |          | 28,000人 |          | 栃木県総合運動公園野球場 |
| GAME9  | 10月31日 | ブルックリン・ドジャース | 4 - 0  | 全日本                 |          |          | 20,000人 |          | 下関市営球場             |
| GAME10 | 11月1日  | ブルックリン・ドジャース | 10 - 6 | 全関西                 |          |          | 13,250人 |          | 広島県営総合球場         |
| GAME11 | 11月2日  | ブルックリン・ドジャース | 14 - 0 | 南海・巨人連合         |          |          | 28,000人 |          | 大阪球場                 |
| GAME12 | 11月3日  | ブルックリン・ドジャース | 14 - 7 | 全日本                 |          |          | 45,000人 |          | 阪神甲子園球場           |
| GAME13 | 11月4日  | ブルックリン・ドジャース | 2 - 3  | 全日本                 |          |          | 40,000人 |          | 阪急西宮球場             |
| GAME14 | 11月7日  | ブルックリン・ドジャース | 3 - 2  | 全日本                 |          |          | 25,000人 |          | 中日球場                 |
| GAME15 | 11月8日  | ブルックリン・ドジャース | 2 - 3  | 全日本                 |          |          | 20,000人 |          | 静岡県営草薙野球場       |
| GAME16 | 11月9日  | ブルックリン・ドジャース | 5 - 4  | 読売ジャイアンツ       |          |          | 23,000人 |          | 後楽園球場               |
| GAME17 | 11月10日 | ブルックリン・ドジャース | 8 - 2  | 全日本                 |          |          | 35,000人 |          | 後楽園球場               |
| GAME18 | 11月12日 | ブルックリン・ドジャース | 10 - 2 | 全日本                 |          |          | 30,000人 |          | 後楽園球場               |
| GAME19 | 11月13日 | ブルックリン・ドジャース | 1 - 3  | 全パシフィック・リーグ |          |          | 8,000人  |          | 平和台野球場             |

### 第1戦
10月19日　第1戦　後楽園球場　25,000人
| ドジャース | 0 | 0 | 0 | 4 | 0 | 0 | 0 | 0 | 0 | 4 |
| 巨人       | 2 | 0 | 1 | 0 | 0 | 0 | 0 | 2 | X | 5 |

| （ド） | D.ドライスデール、●D.ベッセント（1敗） - R.キャンパネラ                                        |
| （巨） | 堀内、○大友（1勝） - 藤尾                                                                      |
| 本塁打 |                                                                                                |
| （ド） | ホッジス1号（堀内）、ロビンソン1号（堀内）                                                     |
| （巨） | 川上哲1号（ドライスデール）2号（ベッセント）、宮本1号（ドライスデール）、坂崎1号（ベッセント） |

曇りの日にの後楽園には2万5000人のファンが詰め掛け、始球式は正力松太郎が務め、駐日米国大使ジョン・M・アリソンも出席した。巨人は川上哲の2本塁打を含む4本塁打でドジャースを驚かせ、4回からリリーフした大友が好投して初戦を白星で飾った。堀内はホッジスとロビンソンに場外本塁打を打たれており、ホッジスが左翼場外へ打った球は白山通りまで飛んだとも言われ、事実だとすれば200mは飛んだことになるが、打たれた堀内は「あの一打を打たれたことは名誉」と語っていた。この第1戦では長身から投げ下ろすドロップカーブで三振を取りまくり、「ドジャースの戦法」を書いたアル・キャンパニスに「ウチに来ないか」と誘われたほどであった。1957年には水原円裕監督に連れられて藤尾と共にドジャースのキャンプに参加し、巨人軍ベロビーチキャンプ第1号選手と呼ばれた。

### 第2戦
10月20日　第2戦　後楽園球場　35,000人
| ドジャース | 4 | 0 | 2 | 0 | 0 | 1 | 0 | 0 | 0 | 7 |
| 全セ       | 0 | 0 | 0 | 0 | 0 | 0 | 0 | 0 | 1 | 1 |

| （ド） | ○C.ラバイン（1勝）- R.キャンパネラ、H.オルソン          |
| （セ） | ●金田（1敗）、秋山、大崎、宮地、別所 - 藤尾、土井、河合 |
| 本塁打 |                                                         |
| （ド） | キャンパネラ1号（秋山）2号（秋山）                      |

ドジャースは初回にキャンパネラの満塁本塁打で先制し、3回も2号2ラン本塁打で6-0にし、その後も6回に1点を追加して快勝した。先発のラバインが勝利を収め、自らも4安打を放った。全セは9回裏に宮本の打点で得点するも、この1点だけに終わった。全セの先発金田は1回で降板し、大洋のルーキー秋山はキャンパネラに2本塁打を浴びている。

### 第3戦
10月21日　第3戦　後楽園球場　45,000人
| ドジャース | 0 | 0 | 0 | 1 | 0 | 0 | 0 | 0 | 0 | 1 |
| 全日本     | 4 | 0 | 0 | 0 | 2 | 0 | 0 | 0 | X | 6 |

| （ド） | ●D.ニューカム（1敗）、E.ローバック、F.キップ - R.キャンパネラ |
| （日） | 島原、大崎、○三浦（1勝）- 藤尾                                |
| 本塁打 |                                                               |
| （日） | 豊田1号（ニューカム）、中西1号（ローバック）                  |

全日本がドジャースのエースであるニューカムから初回に4点を奪い、同年の日本シリーズMVPであった豊田、怪童中西が本塁打を放った。全日本が訪れたMLBチーム相手に5勝目を挙げた。試合前の本塁打競争では、ドジャースのスナイダー、ホッジス、キャンパネラが全日本の中西、山内和弘、宮本を19-15で下し、ホッジスが8本塁打でリードした。

### 第4戦
10月23日　第4戦　札幌市円山球場　35,000人
| ドジャース | 0 | 0 | 0 | 0 | 0 | 0 | 0 | 0 | 1 | 1 |
| 巨人       | 0 | 0 | 0 | 0 | 0 | 0 | 0 | 0 | 0 | 0 |

| （ド） | ○C.アースキン（1勝）- R.キャンパネラ |
| （巨） | 堀内、●別所（1敗） - 藤尾            |
| 本塁打 |                                      |
| （ド） | スナイダー1号（別所）                |

ドジャースはスナイダーが9回に放ったソロ本塁打で接戦を制し、先発のアースキンが巨人打線を僅か3安打に抑え、走者が二塁に到達することを許さなかった。スナイダーはドジャースの8安打のうち3安打を放った。巨人は7回に先発の堀内に代わって出場したセ・リーグMVP別所毅彦は、スナイダーの本塁打で敗れた。ゲームは1時間36分で終了したが、この日は田中敏文北海道知事が始球式を行い、そのボールは式典の前にヘリコプターで球場に到着した。

### 第5戦
10月24日　第5戦　県営宮城球場　28,000人
| ドジャース | 0 | 0 | 4 | 0 | 1 | 3 | 0 | 0 | 0 | 8 |
| 全関東     | 0 | 0 | 0 | 0 | 0 | 0 | 0 | 0 | 0 | 0 |

| （ド） | ○F.キップ（1勝）、R.ブランカ - R.キャンパネラ、D.ハウエル |
| （東） | ●宮地（1敗）、大友、荒巻、秋山、金田 - 土井、藤尾、佐竹   |

ドジャースは3回に4点を記録し、最初の7イニングを投げた先発のキップが勝利投手になり、リリーフのブランカが最後の2イニングを締めた。ドジャースは翌25日に休みをとる予定であったが、水戸で再びオール関東と対戦した。

### 第6戦
10月26日　第6戦　茨城県営堀原公園野球場　22,000人
| ドジャース | 0 | 0 | 0 | 2 | 0 | 1 | 0 | 0 | 0 | 3 |
| 全関東     | 0 | 0 | 0 | 0 | 0 | 0 | 0 | 3 | 0 | 3 |

| （ド） | D.ドライスデール、D.ベッセント、E.ローバック - R.キャンパネラ、H.オルソン、D.ハウエル |
| （東） | 秋山、荒巻、三浦、別所 - 土井、藤尾                                                   |
| 本塁打 |                                                                                       |
| （ド） | スナイダー2号（秋山）                                                                 |

ドジャースはオール関東と引き分け、翌27日の試合のために甲府行きの電車に乗るスケジュールを守らなければならなかった。ドジャースはスナイダーの本塁打などで4回に2点リードし、6回に1点を追加しましたが、8回裏に3-0のリードを守れなかった。

### 第7戦
10月27日　第7戦　山梨県営甲府球場　17,000人
| ドジャース | 0 | 2 | 5 | 0 | 0 | 0 | 2 | 0 | 3 | 12 |
| 全関東     | 0 | 0 | 0 | 0 | 0 | 0 | 1 | 0 | 0 | 1  |

| （ド） | ○R.クレイグ（1勝）、E.ローバック、F.キップ - R.キャンパネラ、H.オルソン    |
| （東） | ●大石（1敗）、金田、大友、宮地 - 土井、佐竹、藤尾                          |
| 本塁打 |                                                                            |
| （ド） | ジェンタイル1号（金田）2号（大友）、デミター1号（金田）、シモリ1号（宮地） |

ドジャースは16安打の猛攻で打線がスランプから脱出し、主力に混じってメンバー入りした2Aの一塁手ジェンタイルは2本塁打と5打点の大活躍。外野手のデミターとシモリもそれぞれ本塁打を放ち、ロビンソンは先発大石の攻略に成功した。

### 第8戦
10月28日　第8戦　栃木県総合運動公園野球場　28,000人
| ドジャース | 3 | 0 | 1 | 0 | 0 | 1 | 0 | 0 | 2 | 7 |
| 全日本     | 2 | 0 | 0 | 2 | 0 | 0 | 0 | 0 | 0 | 4 |

| （ド） | ○C.ラバイン（2勝）- R.キャンパネラ             |
| （日） | ●島原（1敗）、稲尾、大崎、三浦 - 藤尾          |
| 本塁打 |                                                |
| （ド） | スナイダー3号（島原）、ジェンタイル3号（稲尾） |

ドジャース打線はジェンタイルの5打数5安打を含む15安打を放ち、全日本を6-3で破った。最初のイニングでは、ドジャースはロビンソン、キャンパネラ、スナイダーの本塁打で3回も得点した。全日本は、島原と稲尾を含む4人の投手を使ってドジャース打線を抑えようとしたが、失敗に終わった。

### 第9戦
10月31日　第9戦　下関市営球場　20,000人
| ドジャース | 1 | 0 | 0 | 0 | 1 | 1 | 0 | 0 | 1 | 4 |
| 全日本     | 0 | 0 | 0 | 0 | 0 | 0 | 0 | 0 | 0 | 0 |

| （ド） | ○F.キップ（2勝） - R.キャンパネラ、H.オルソン       |
| （日） | ●梶本（1敗）、稲尾、秋山、荒巻 - 土井、日比野、藤尾 |
| 本塁打 |                                                     |
| （ド） | デミター2号（秋山）、ジェンタイル4号（稲尾）        |

ジェンタイルが4本目の本塁打で、デミターも5回に秋山から2本目の本塁打を放った。1回2死にはシモリのバットからのラインドライブが、日本の先発梶本の肩に当たった。

### 第10戦
11月1日　第10戦　広島県営総合球場　13,250人
| ドジャース | 0 | 0 | 0 | 1 | 0 | 3 | 4 | 0 | 2 | 10 |
| 全関西     | 1 | 0 | 0 | 3 | 0 | 0 | 0 | 0 | 2 | 6  |

| （ド） | D.ドライスデール、○E.ローバック（1勝）- R.キャンパネラ、D.ハウエル                           |
| （西） | 長谷川、大崎、●島原（2敗）、武智 - 門前、野村、山下                                          |
| 本塁打 |                                                                                              |
| （ド） | スナイダー1号（別所）ジェンタイル5号（島原）、スナイダー4号（大崎）、キャンパネラ3号（大崎） |
| （西） | 河野1号（ローバック）、岡本1号（ドライスデール）                                             |

スナイダー、ジェンタイル、キャンパネラが本塁打を放ち、4-4で迎えたドジャースは7回に逆転に成功。ロビンソンが3回に審判の呼びかけに抗議している。

### 第11戦
11月2日　第11戦　大阪球場　28,000人
| ドジャース     | 1 | 5 | 1 | 0 | 0 | 3 | 2 | 2 | 0 | 14 |
| 南海・巨人連合 | 0 | 0 | 0 | 0 | 0 | 0 | 0 | 0 | 0 | 0  |

| （ド） | ○R.クレイグ（2勝）、R.ブランカ - R.キャンパネラ、H.オルソン |
| （連） | ●堀内（1敗）、野母、大友、田沢 - 藤尾、野村 |
| 本塁打 | |
| （ド） | ジェンタイル6号（堀内）7号（田沢）、スナイダー5号（野母）、デミター3号（大友）、ホッジス2号（堀内）、ギリアム1号（大友）、リース1号（堀内）、ジャクソン1号（大友） |

ドジャースは2回だけでジェンタイル、ホッジス、リース、スナイダーの本塁打を含む5点を奪った。最初の3人の本塁打は先発の堀内から、スナイダーは野母から放った。ギリアム、ジャクソン、デメターも本塁打を放ち、8本塁打14得点の完封勝利。先発のロジャー・クレイグがブランカのリリーフに助けられながらも勝利を手にし、7回に代打としてエースのニューカムが登場した。

### 第12戦
11月3日　第12戦　阪神甲子園球場　45,000人
| ドジャース | 2 | 1 | 0 | 2 | 0 | 1 | 1 | 7 | 0 | 14 |
| 全日本     | 2 | 0 | 0 | 0 | 2 | 0 | 3 | 0 | 0 | 7  |

| （ド） | D.ベッセント、E.ローバック、C.ラバイン、○R.クレイグ（3勝） - R.キャンパネラ、H.オルソン                     |
| （日） | 米田、梶本、稲尾、●大崎（1敗）、金田 - 山下、藤尾                                                           |
| 本塁打 | |
| （ド） | スナイダー2号（秋山）、デミター4号（稲尾）、オルソン1号（金田）、ギリアム2号（梶本隆）、ホッジス3号（稲尾） |
| （日） | 杉山光1号（ローバック）                                                                                     |

ドジャースは7-3のリードを築くも、7イニング後に全日本が7-7で引き分けた。審判が暗闇と軽い霧雨のためにゲームを止めようとしたが、ゲームは殆ど6回を過ぎておらず、日本とドジャースの関係者が状況を話し合った末に20分遅れで試合が再開された。再開後はドジャースが8回に3安打、2敬遠、オルソンによる3ラン本塁打で一気に7点追加と打線が爆発し、劇的な逆転に成功。

### 第13戦
11月4日　第13戦　阪急西宮球場　40,000人
| ドジャース | 0 | 1 | 0 | 0 | 0 | 0 | 0 | 0 | 1  | 2 |
| 全日本     | 0 | 0 | 0 | 0 | 1 | 1 | 0 | 0 | 1× | 3 |

| （ド） | F.キップ、●C.ラバイン（2勝1敗）- R.キャンパネラ |
| （日） | 別所、○金田（1勝1敗）、梶本 - 藤尾、山下        |
| 本塁打 |                                                 |
| （ド） | デミター5号（別所）、スナイダー6号（金田）      |

全日本が先発のキップとリリーフのラバインから合わせて11安打を集め、ドジャースの連勝を6でストップさせた。

### 第14戦
11月7日　第14戦　中日球場　25,000人
| ドジャース | 0 | 0 | 0 | 3 | 0 | 0 | 0 | 0 | 0 | 3 |
| 全日本     | 2 | 0 | 0 | 0 | 0 | 0 | 0 | 0 | 0 | 2 |

| （ド） | ○R.クレイグ（4勝） - R.キャンパネラ           |
| （連） | ●大矢根（1敗）、稲尾、梶本 - 河合、藤尾、土井 |

### 第15戦
11月8日　第15戦　静岡県営草薙野球場　20,000人
| ドジャース | 0 | 0 | 0 | 0 | 2 | 0 | 0 | 0 | 0  | 2 |
| 全日本     | 2 | 0 | 0 | 0 | 0 | 0 | 0 | 0 | 1× | 3 |

| （ド） | ●F.キップ（2勝1敗）、D.ベッセント - H.オルソン、R.キャンパネラ |
| （日） | 空谷、金田、○梶本（1勝1敗） - 藤尾、河合                       |
| 本塁打 |                                                                |
| （日） | 杉山悟1号（キップ）                                            |

### 第16戦
11月9日　第16戦　後楽園球場　23,000人
| ドジャース | 0 | 1 | 0 | 3 | 0 | 0 | 0 | 0 | 0 | 0 | 1 | 5 |
| 巨人       | 0 | 2 | 0 | 0 | 0 | 1 | 0 | 1 | 0 | 0 | 0 | 4 |

| （ド） | R.ブランカ、○E.ローバック（2勝） - R.キャンパネラ |
| （巨） | 大友、堀内、●別所（2敗） - 藤尾                   |
| 本塁打 |                                                   |
| （ド） | ジェンタイル8号（大友）、オルソン2号（別所）      |
| （巨） | 藤尾1号（ブランカ）                               |

### 第17戦
11月10日　第17戦　後楽園球場　35,000人
| ドジャース | 4 | 1 | 1 | 0 | 1 | 0 | 1 | 0 | 0 | 8 |
| 全日本     | 0 | 0 | 0 | 2 | 0 | 0 | 0 | 0 | 0 | 2 |

| （ド） | ○C.アースキン（2勝）、D.ベッセント - H.オルソン       |
| （日） | ●大矢根（2敗）、三浦、梶本、稲尾 - 藤尾、野村         |
| 本塁打 |                                                       |
| （ド） | ホッジス4号（大矢根）5号（三浦）、ジマー1号（梶本隆） |

### 第18戦
11月12日　第18戦　後楽園球場　30,000人
| ドジャース | 0 | 2 | 0 | 3 | 1 | 2 | 2 | 0 | 0 | 10 |
| 全日本     | 0 | 0 | 0 | 0 | 0 | 1 | 0 | 0 | 1 | 2  |

| （ド） | ○R.クレイグ（5勝）、C.ラバイン - R.キャンパネラ、H.オルソン                            |
| （日） | ●金田（1勝2敗）、別所、大友、堀内、秋山 - 藤尾、野村                                   |
| 本塁打 |                                                                                        |
| （ド） | ホッジス6号（別所）、キャンパネラ4号（別所）、ロビンソン2号（金田）、リース2号（大友） |
| （日） | 中西2号（ラバイン）                                                                    |

### 第19戦
11月13日　第19戦　平和台球場　8,000人
| ドジャース | 0 | 0 | 0 | 1 | 0 | 0 | 0 | 0 | 2 | 3 |
| 全パ       | 0 | 0 | 0 | 1 | 0 | 0 | 0 | 0 | 0 | 1 |

| （ド） | ○F.キップ（3勝1敗）、E.ローバック - R.キャンパネラ、H.オルソン |
| （日） | ●稲尾（1敗）、三浦 - 野村                                      |

ロビンソンは帰国後にニューヨーク・ジャイアンツへのトレードを拒否して現役を引退したため、この日米野球が最後のプレーとなった。